# Валунный суглинок

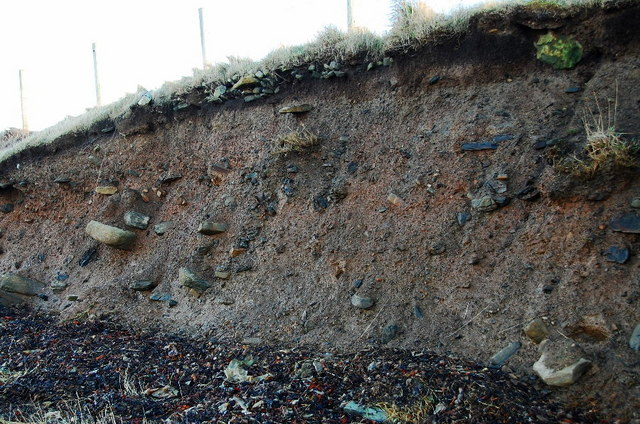
Отложения валунных суглинков

Валу́нный су́глинок — грубая несортированная порода (диамикт), в которой содержится материал различной крупности — от валунов, гальки и щебня до тонкого песка и пыли. Состав валунного суглинка заметно изменяется в зависимости от условий и района формирования.

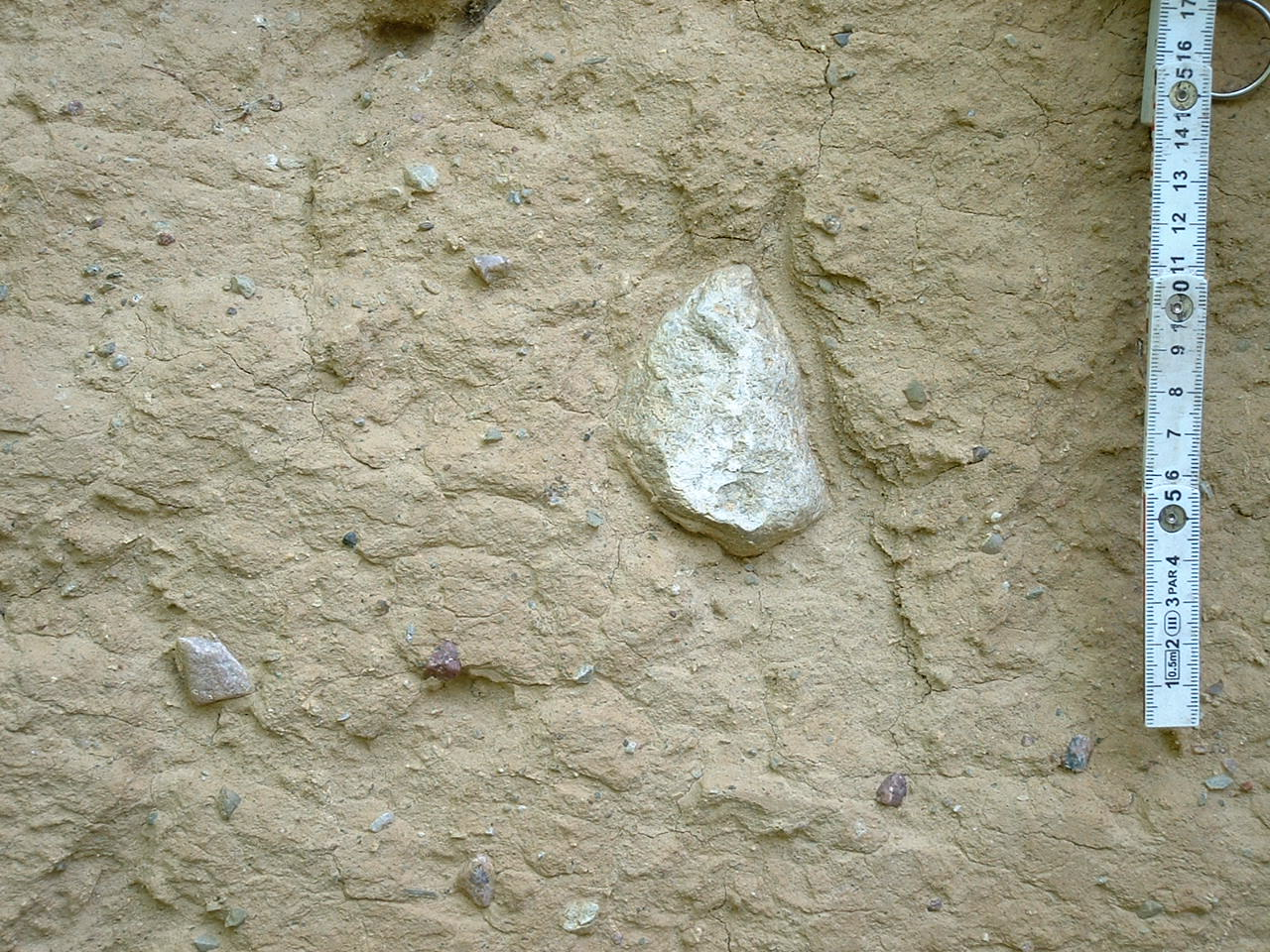
Образец валунного суглинка крупным планом

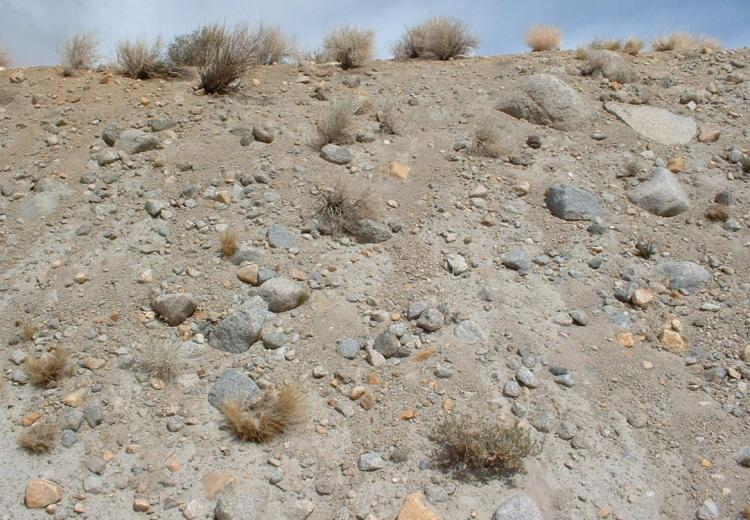
Валунный суглинок с растущими на нём пучками травы

Большинство древних и современных морен сложены валунными суглинками

## Свойства
Валунный суглинок представляет собой смесь суглинистого вещества (главным образом глинистые частицы гидрослюды и хлорита с примесью каолинита и монтмориллонита, а также различные алевриты, преимущественно обломочного происхождения), и песка с беспорядочно распределёнными в ней грубыми обломками и валунами различных горных пород и разного размера (нередко отшлифованными с одной стороны и покрытыми ледниковыми шрамами).
Типичный цвет валунного суглинка — бурый или серый. Слоистость отсутствует, иногда имеет место тонко-пластинчатая горизонтальная отдельность, являющаяся следствием давления ледника.

## Происхождение и распространение в природе
Как правило, валунный суглинок имеет ледниковое происхождение и наиболее распространена в ледниковых отложениях, но также может встречаться и валунный суглинок солифлюкционного или пролювиального происхождения. Валунные суглинки образуются, как правило, в результате перемешивания материала, переносимого ледником, водно-ледниковыми, грязе-селевыми и другими потоками, с коренными породами различной степени выветренности — например, в результате выветривания неоднородных по минералогическому составу пород, содержащих два и более видов минералов, различающихся по степени устойчивости к сложившемуся набору условий выветривания (различные коры выветривания, начальные стадии почвообразования). Валунные суглинки имеют широкое распространение на территории бывшего СССР в северо-европейской его части.

## Применение
Разработка месторождений валунных глин производится преимущественно для обеспечения нужд кирпичных заводов.

## Другие названия
Ранее для обозначения валунного суглинка также применялись термины дилювиальная глина (В. В. Докучаевым) и валунная глина.